# Ministère de l'Intérieur (Tunisie)
Pour les articles homonymes, voir Ministère de l'Intérieur.
Le ministère de l'Intérieur (arabe : وزارة الداخلية), est le ministère tunisien chargé de la sécurité intérieure et de l'administration territoriale de l'État. Il s'agit de l'un des cinq ministères régaliens, avec la Justice, la Défense nationale, les Affaires étrangères et les Finances.

## Histoire
C'est le 27 février 1860 (5 chaabane 1276) que le premier article de loi portant création du « grand ministère » permet d'intégrer les prémices du ministère de l'Intérieur ; l'article 5 porte sur ses attributions. Sous le protectorat français, le décret beylical du 14 juillet 1922 remplace le secrétariat général du gouvernement par la direction générale de l'intérieur.
Le ministère de l'Intérieur est créé par le décret du 6 octobre 1955 qui fixe son rôle et ses attributions, à la suite du décret beylical du 21 septembre de la même année portant organisation temporaire du pouvoir public et attributions des ministres, dont le ministre de l'Intérieur Mongi Slim.
Ce rôle et ces attributions sont revues par les décrets du 30 mai 1975 et du 15 juin 2001, date à laquelle le ministère de l'Intérieur devient le ministère de l'Intérieur et du Développement local. À la suite de la révolution de 2011, la nomination du gouvernement provisoire par le décret du 29 janvier 2011 rend au ministère son appellation d'origine.

## Siège

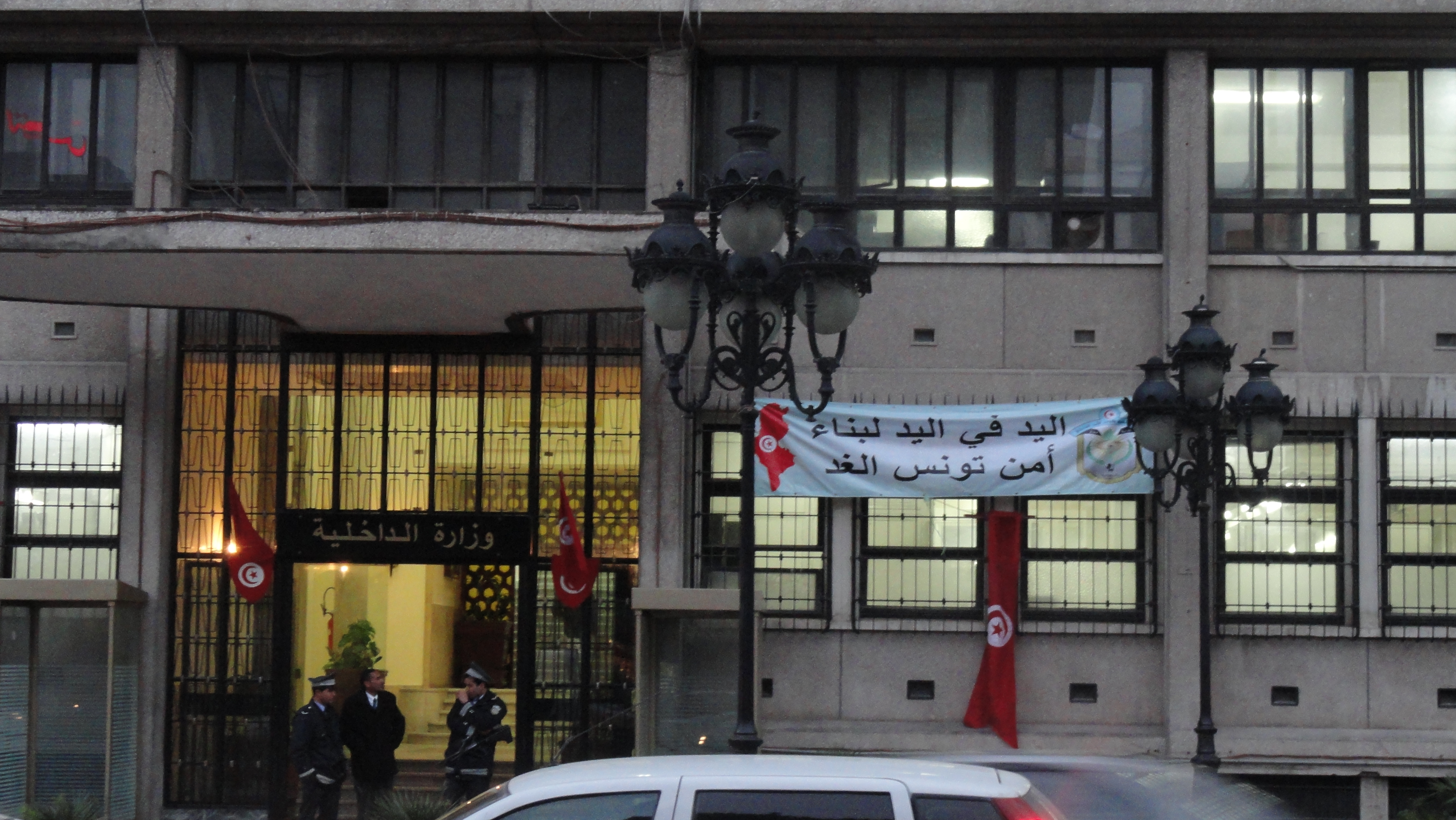
Entrée du ministère de l'Intérieur.

Le ministère a d'abord siégé à la kasbah, près de l'actuelle Présidence du gouvernement. Son siège central se trouve de nos jours sur l'avenue Habib-Bourguiba, au centre de Tunis.
C'est devant ce bâtiment que, le 14 janvier 2011, de grandes manifestations amènent à la fin de la présidence de Zine el-Abidine Ben Ali, qui est contraint de quitter le pays. Plus tard, de violentes manifestations ont lieu pour le départ de Mohamed Ghannouchi et de son gouvernement provisoire.

## Missions et attributions
Conformément au décret no 75-342 du 30 mai 1975 fixant les attributions du ministère de l'Intérieur, tel que modifié et complété par les textes subséquents, les attributions du ministère sont fixées comme suit :
- A mission de veiller dans le cadre de ses attributions à l'exécution des directives du gouvernement dans tous les domaines et notamment en matière politique, économique et sociale ;
- Tient le gouvernement informé de l'évolution de la situation générale dans le pays et peut, à cet effet, suggérer toutes mesures appropriées ;
- Veille au respect de la loi et assure le maintien de l'ordre public sur tout le territoire de la République ;
- Est responsable de la protection civile ;
- Exerce son autorité sur l'administration régionale qu'il oriente, coordonne et contrôle ;
- Assure le contrôle et la tutelle des collectivités publiques locales et des établissements publics qui leur sont rattachés.
- Est responsable de l'organisation et du bon déroulement des élections ainsi que de la proclamation de leurs résultats; le ministère est remplacé en 2011 pour cette tâche par l'Instance supérieure indépendante pour les élections ;
- Assure, en cas d'élections, leur déroulement et la proclamation des résultats ;
- Est chargé notamment en tant que responsable du maintien de l'ordre public sur tout le territoire national :
  - de la sécurité permanente immédiate et personnelle du chef de l'État et de celle des personnalités officielles ;
  - de la sécurité des personnes et des biens en général ;
  - de contrôler la circulation des personnes sur tout le territoire de la République, notamment toutes les frontières terrestres et maritimes, et d'assurer la police de l'air ;
  - de diriger l'action de la police judiciaire (modifié par le décret no 2001-1454 du 15 juin 2001) ;
- Dirige et coordonne l'ensemble des mesures et opérations destinées à la protection civile ;
- Exerce le pouvoir de police administrative :
  - Agrée les associations et autorise les réunions publiques ;
  - Autorise l'ouverture des établissements soumis à son agrément et en contrôle l'activité ;
  - Vise les titres d'importation d'armes et munitions et accorde les autorisations de détention et de port d'armes.

## Organisation
- Ministre de l'Intérieur - Khaled Nouri
- Chef de cabinet
  - Bureau de l'information et de la communication
  - Bureau des activités gouvernementales
  - Bureau de l'organisation et des méthodes de travail
  - Bureau d'ordre
  - Bureau des affaires sociales
  - Bureau des relations avec le citoyen
  - Cellule du protocole
  - Cellule de la logistique
  - Cellule des travaux généraux
- Pôle sécuritaire de l'anti-terrorisme et du crime organisé
- Direction générale des opérations
- Secrétariat général
  - Unité de la coordination, de la logistique et des marchés
  - Unité de la programmation, de la planification et de la tutelle
- Inspection générale (décret no 84-1245)
- Structures administratives spécialisées
  - Direction générale des affaires régionales
  - Direction générale des collectivités publiques locales
  - Direction générale des affaires politiques
  - Direction générale des études juridiques et du contentieux
  - Direction générale des relations extérieures et de la coopération internationale
  - Direction générale des droits de l'homme
- Structures administratives communes
  - Direction générale des affaires administratives et financières
  - Direction générale de l'informatique
  - Direction des services de santé
  - Direction de la documentation et des archives
- Structures des forces de sûreté intérieure (décret no 84-1244)
  - Direction centrale des opérations et des transmissions (décret no 2011-1261)
  - Direction générale de la sûreté nationale - Colonel-major Mourad Saidane[3]
    - Direction générale de la sécurité publique
      - Direction centrale de la police de la circulation
      - Direction de la police régionale
      - Direction de la police criminelle
      - Direction du rectorat de Tunis
      - Direction centrale des rectorats régionaux
      - Direction de la sûreté touristique
      - Direction de la police technique

    - Direction générale des services spéciaux
      - Direction de la sûreté de l'État
      - Direction centrale de la prévention anti-terrorisme
      - Direction de la police des frontières
      - Direction centrale des renseignements généraux

    - Direction générale des services techniques
    - Direction générale des unités d'intervention
      - Direction des unités anti-terrorisme
        - Brigade anti-terrorisme
        - Brigade nationale d'intervention rapide
        - Brigade nationale de détection et de neutralisation d'explosifs

      - Direction générale des brigades d'ordre public
      - Direction des unités spécialisées
      - Direction des services communs

    - Direction générale de la formation
      - Direction générale de l'École supérieure des forces de sûreté intérieure

  - Direction générale de la garde nationale - Colonel-major Hassine Gharbi[4]
    - Inspection générale de la garde nationale
    - Direction des unités spéciales
    - Direction générale de la sûreté publique
    - Direction générale de la garde de circulation
    - Direction générale de la garde frontière
    - Direction générale des services communs
    - Direction générale de l'ordre public
    - Direction générale des services spéciaux
    - Coopérative des fonctionnaires de la garde nationale et de la Protection civile

Les modifications de l'organisation du ministère sont portées par les décrets no 96-1188 (1er juillet 1996), no 2001-1455 (15 juin 2001), no 2004-2332 (4 octobre 2004) et  no 2011-1261 (5 septembre 2011).

## Établissements sous tutelle
- Caisse des prêts et de soutien des collectivités locales (décret du 16 avril 1992)
- Office national de la protection civile (loi des 10 août 1982 et 27 décembre 1993) - Colonel-major Abdelsamad Ben Jeddou[5]
- Office des logements des cadres actifs du ministère de l'Intérieur
- Observatoire national d'information, de formation, de documentation et des études sur la sécurité routière (décret no 2014-1552 du 2 mai 2014)
- Centre de formation et d'appui à la décentralisation (loi du 27 juin 1994)
- Centre informatique du ministère de l'Intérieur
- École supérieure des forces de sûreté intérieure
- Hôpital des forces de sécurité intérieure de La Marsa (loi no 87-83 du 31 décembre 1987)

## Forces de sécurité intérieures
- Direction générale de la sûreté nationale (ministère de l'Intérieur)
- Direction générale de la garde nationale (ministère de l'Intérieur)
- Office national de la protection civile (ministère de l'Intérieur)
- Direction générale des prisons et de la rééducation (ministère de la Justice)
- Direction générale des douanes (ministère des Finances)
- Direction générale de la sécurité présidentielle et des personnalités officielles (présidence de la République)

## Ministre
Le ministre de l'Intérieur est nommé par le chef du gouvernement depuis 2011, selon la loi constituante de 2011, puis l'article 89 de la Constitution de 2014. Selon la Constitution de 1959, il était nommé par le président de la République sur proposition du Premier ministre.
Il dirige le ministère et participe au Conseil des ministres ainsi qu'au Conseil de sécurité nationale.

### Historique
Les fonctions de ministre de l'Intérieur sont assurées par le ministre de la Plume à partir du 27 février 1860. Mongi Slim devient le premier ministre de l'Intérieur en 1955, peu avant l'indépendance de la Tunisie.
Le 12 avril 1956, Habib Bourguiba, président de l'assemblée constituante, est nommé Premier ministre et annonce la composition de son premier gouvernement le 15 avril, date à laquelle Taïeb Mehiri devient le premier ministre de l'Intérieur. Celui-ci décède alors qu'il est en fonction en 1965 et se voit remplacé par Béji Caïd Essebsi, qui reste en fonction jusqu'en 1969, remplacé par Hédi Khefacha puis Ahmed Mestiri. Ce dernier est déchargé de ses fonctions de ministre par décret présidentiel à la suite de son opposition à la nomination arbitraire d'un nouveau directeur de la sûreté nationale et de deux gouverneurs. Il est alors remplacé par Hédi Nouira qui occupe en même temps le poste de Premier ministre, du 21 juin au 29 octobre 1971. Khefacha reprend alors sa fonction de ministre de l'Intérieur.
Tahar Belkhodja lui succède le 17 mars 1973 avant de se faire limoger et remplacer par Abdallah Farhat qui assure l'intérim tout en étant ministre de la Défense. Après la nomination de Dhaoui Hannablia, Othman Kechrid et Driss Guiga, Mohamed Mzali assure le poste de Premier ministre et de ministre de l'Intérieur, en raison de la destitution de Guiga qui a appelé à la démission du gouvernement à la suite des émeutes du pain, avant de laisser sa place à Zine el-Abidine Ben Ali, qui lui aussi exerce la fonction de ministre de l'Intérieur et de Premier ministre avant le coup d'État du 7 novembre 1987 où il destitue le président de la République et prend le pouvoir. Ben Ali nomme Hédi Baccouche comme Premier ministre et le charge de la formation d'un gouvernement où figure le nom de Habib Ammar en tant que ministre de l'Intérieur. Ce dernier est remplacé par Chédli Neffati puis Abdelhamid Escheikh. En 1991 et 1995, Abdallah Kallel occupe le poste de ministre et doit principalement lutter contre l'islamisme.
Remplacé par Mohamed Ben Rejeb puis Ali Chaouch, il fait son retour en tant que ministre dans le premier gouvernement de Mohamed Ghannouchi. À la suite du dépôt d'une plainte pour torture le visant, le président Ben Ali décide de l'écarter provisoirement de la vie politique. Abdallah Kaâbi puis Hédi M'henni le remplacent. Le 17 décembre 2010, un marchand ambulant, Mohamed Bouazizi s'immole à Sidi Bouzid, faisant alors éclater une révolution alors que Rafik Belhaj Kacem est ministre. Ce dernier est limogé par Ghannouchi le 12 janvier 2011. Ahmed Friaâ le remplace dans une ultime tentative de sortie de crise, sachant que la répression des manifestations a causé la mort d'au moins 66 personnes en date du 13 janvier, et garde sa fonction de ministre après la chute de Ben Ali et du régime, dans le second gouvernement Ghannouchi. La population proteste et exige la formation d'un gouvernement excluant les personnalités du Rassemblement constitutionnel démocratique dont Friaâ est encore membre. Il finit par démissionner le 27 janvier.
Farhat Rajhi puis Habib Essid lui succèdent avant la venue d'Ali Larayedh dans le gouvernement d'Hamadi Jebali, où il doit faire face à une situation sécuritaire qui s'aggrave durant son mandat (évènements du 9 avril, attaque de l'ambassade des États-Unis, manifestations de Siliana) ainsi que le meurtre de deux opposants politiques, Lotfi Nagdh et Chokri Belaïd, auquel le chef du gouvernement réagit en démissionnant.
Le 17 mars 2023, le ministre Taoufik Charfeddine annonce sa démission après la mort de sa femme.

### Liste
| Image | Nom                                            | Parti           |  | Gouvernement                                                                       | Début du mandat   | Fin du mandat    |
| ----- | ---------------------------------------------- | --------------- |  | ---------------------------------------------------------------------------------- | ----------------- | ---------------- |
|       | Mongi Slim                                     | Néo-Destour     |  | Gouvernement Ben Ammar                                                             | 21 septembre 1955 | 15 avril 1956    |
|       | Taïeb Mehiri                                   | Néo-Destour PSD |  | Gouvernement Bourguiba I                                                           | 15 avril 1956     | 29 juin 1965     |
|       | Béji Caïd Essebsi                              | PSD             |  | Gouvernement Bourguiba II                                                          | 29 juin 1965      | 8 septembre 1969 |
|       | Hédi Khefacha                                  | PSD             |  | Gouvernement Bourguiba II Gouvernement Ladgham                                     | 8 septembre 1969  | 12 juin 1970     |
|       | Ahmed Mestiri                                  | PSD             |  | Gouvernement Ladgham Gouvernement Nouira                                           | 12 juin 1970      | 4 septembre 1971 |
|       | Hédi Nouira                                    | PSD             |  | Gouvernement Nouira                                                                | 4 septembre 1971  | 29 octobre 1971  |
|       | Hédi Khefacha                                  | PSD             |  | Gouvernement Nouira                                                                | 29 octobre 1971   | 17 mars 1973     |
|       | Tahar Belkhodja                                | PSD             |  | Gouvernement Nouira                                                                | 17 mars 1973      | 23 décembre 1977 |
|       | Abdallah Farhat (intérim)                      | PSD             |  | Gouvernement Nouira                                                                | 23 décembre 1977  | 26 décembre 1977 |
|       | Dhaoui Hannablia                               | PSD             |  | Gouvernement Nouira                                                                | 26 décembre 1977  | 7 novembre 1979  |
|       | Othman Kechrid                                 | PSD             |  | Gouvernement Nouira                                                                | 7 novembre 1979   | 1er mars 1980    |
|       | Driss Guiga                                    | PSD             |  | Gouvernement Nouira Gouvernement Mohamed Mzali                                     | 1er mars 1980     | 7 janvier 1984   |
|       | Mohamed Mzali                                  | PSD             |  | Gouvernement Nouira                                                                | 7 janvier 1984    | 28 avril 1986    |
|       | Zine el-Abidine Ben Ali                        | PSD             |  | Gouvernement Mohamed Mzali Gouvernement Sfar Gouvernement Ben Ali                  | 28 avril 1986     | 7 novembre 1987  |
|       | Habib Ammar (avec rang de ministre d’État)     | PSD RCD         |  | Gouvernement Hédi Baccouche I Gouvernement Hédi Baccouche II                       | 7 novembre 1987   | novembre 1988    |
|       | Chédli Neffati                                 | RCD             |  | Gouvernement Hédi Baccouche II Gouvernement Hédi Baccouche III Gouvernement Karoui | novembre 1988     | 3 mars 1990      |
|       | Abdelhamid Escheikh                            | RCD             |  | Gouvernement Karoui                                                                | 3 mars 1990       | 17 février 1991  |
|       | Abdallah Kallel (avec rang de ministre d’État) | RCD             |  | Gouvernement Karoui                                                                | 17 février 1991   | 24 janvier 1995  |
|       | Mohamed Jegham                                 | RCD             |  | Gouvernement Karoui                                                                | 24 janvier 1995   | 22 janvier 1997  |
|       | Mohamed Ben Rejeb                              | RCD             |  | Gouvernement Karoui                                                                | 22 janvier 1997   | 9 octobre 1997   |
|       | Ali Chaouch                                    | RCD             |  | Gouvernement Karoui                                                                | 9 octobre 1997    | 17 novembre 1999 |
|       | Abdallah Kallel                                | RCD             |  | Gouvernement Ghannouchi I                                                          | 17 novembre 1999  | 23 janvier 2001  |
|       | Abdallah Kaâbi                                 | RCD             |  | Gouvernement Ghannouchi I                                                          | 23 janvier 2001   | 27 avril 2002    |
|       | Hédi M'henni                                   | RCD             |  | Gouvernement Ghannouchi I                                                          | 27 avril 2002     | 11 novembre 2004 |
|       | Rafik Belhaj Kacem                             | RCD             |  | Gouvernement Ghannouchi I                                                          | 11 novembre 2004  | 12 janvier 2011  |
|       | Ahmed Friaâ                                    | RCD Indépendant |  | Gouvernement Ghannouchi I Gouvernement Ghannouchi II                               | 12 janvier 2011   | 27 janvier 2011  |
|       | Farhat Rajhi                                   | Indépendant     |  | Gouvernement Ghannouchi II Gouvernement Caïd Essebsi                               | 27 janvier 2011   | 28 mars 2011     |
|       | Habib Essid                                    | Indépendant     |  | Gouvernement Caïd Essebsi                                                          | 28 mars 2011      | 24 décembre 2011 |
|       | Ali Larayedh                                   | Ennahdha        |  | Gouvernement Jebali                                                                | 24 décembre 2011  | 13 mars 2013     |
|       | Lotfi Ben Jeddou                               | Indépendant     |  | Gouvernement Larayedh Gouvernement Jomaa                                           | 13 mars 2013      | 6 février 2015   |
|       | Mohamed Najem Gharsalli                        | Indépendant     |  | Gouvernement Essid                                                                 | 6 février 2015    | 12 janvier 2016  |
|       | Hédi Majdoub                                   | Indépendant     |  | Gouvernement Essid Gouvernement Chahed                                             | 12 janvier 2016   | 6 septembre 2017 |
|       | Lotfi Brahem                                   | Indépendant     |  | Gouvernement Chahed                                                                | 6 septembre 2017  | 6 juin 2018      |
|       | Ghazi Jeribi (intérim)                         | Indépendant     |  | Gouvernement Chahed                                                                | 6 juin 2018       | 30 juillet 2018  |
|       | Hichem Fourati                                 | Indépendant     |  | Gouvernement Chahed                                                                | 30 juillet 2018   | 27 février 2020  |
|       | Hichem Mechichi                                | Indépendant     |  | Gouvernement Fakhfakh                                                              | 27 février 2020   | 2 septembre 2020 |
|       | Taoufik Charfeddine                            | Indépendant     |  | Gouvernement Mechichi                                                              | 2 septembre 2020  | 5 janvier 2021   |
|       | Hichem Mechichi (intérim)                      | Indépendant     |  | Gouvernement Mechichi                                                              | 5 janvier 2021    | 25 juillet 2021  |
|       | Khaled Yahyaoui (intérim)                      | Indépendant     |  | -                                                                                  | 26 juillet 2021   | 29 juillet 2021  |
|       | Ridha Gharsallaoui (intérim)                   | Indépendant     |  | -                                                                                  | 29 juillet 2021   | 11 octobre 2021  |
|       | Taoufik Charfeddine                            | Indépendant     |  | Gouvernement Bouden                                                                | 11 octobre 2021   | 18 mars 2023     |
|       | Kamel Feki                                     | Indépendant     |  | Gouvernement Bouden/Hachani                                                        | 18 mars 2023      | 25 mai 2024      |
|       | Khaled Nouri                                   | Indépendant     |  | Gouvernement Hachani/Madouri/Zaafrani                                              | 25 mai 2024       | en cours         |

## Ministres délégués
- 2014-2015 : Ridha Sfar (chargé de la Sécurité nationale)

## Secrétaires d'État
- 1983-1984 : Ahmed Bennour (chargé de la Sûreté nationale)
- 1984-1986 : Ameur Ghedira
- 1987 : Mohamed Karboul
- 1988 : Chédli Neffati
- 1988-1989 : Amor Bejaoui (chargé des Affaires régionales et locales puis chargé de l'Administration régionale et des Collectivités locales)
- 1990 : Mohamed Larbi Mahjoubi (chargé de la Sûreté nationale)
- 1990-1991 : Mohamed Saâd (chargé des Collectivités locales)
- 1991-1995 : Rafik Belhaj Kacem (chargé des Collectivités locales)
- 1995-2002 : Mohamed Ali Ganzoui (chargé de la Sûreté)
- 2001-2011 : Mongi Chouchane (chargé des Affaires régionales et des Collectivités locales)
- 2005-2006 : Mohamed Ali Ganzoui (chargé de la Sûreté nationale)
- 2011-2014 : Saïd Mechichi (chargé de la Réforme puis chargé des Affaires régionales et des Collectivités locales)
- 2014-2015 : Abderrazak Ben Khelifa (chargé des Collectivités locales et des Régions)
- 2015 : Rafik Chelly (chargé des Affaires sécuritaires)
- 2015-2016 : Hédi Majdoub (chargé des Affaires locales)
- depuis 2024 : Sofien Bessadok (chargé de la Sûreté nationale)

## Porte-parole
Le porte-parole est chargé d'informer sur les activités du ministère. La liste des porte-paroles (chefs du bureau de l'information et de la communication) s'articule comme suit :
- 27 janvier-2 juillet 2011 : Neji Zeira
- 2 juillet 2011-23 février 2012 : Hichem Meddeb
- 23 février 2012-2 avril 2013 : Khaled Tarrouche
- 2 avril 2013-6 juillet 2015 : Mohamed Ali Aroui (commandant de la police nationale au ministère de l'Intérieur)[9],[10],[11]
- juillet 2015-24 janvier 2016 : Walid Louguini[12]
- 27 janvier 2016-6 novembre 2017 : Yasser Ben Mosbah[13]
- 6 novembre 2017-8 juin 2018 : Khalifa Chibani[14],[15]
- 9 juin 2018-15 juillet 2019 : Sofiène Zaag[16]
- 15 juillet 2019-21 octobre 2021 : Khaled Hayouni (intérim)[17]
- 21 octobre-3 décembre 2021 : Yasser Ben Mosbah[18],[19]
- 14 avril-30 septembre 2022 : Fadhila Khelifi[20],[21]